# الشبانات (أهل سوس)
الشبانات هو دُوَّار يقع بجماعة سبت لوداية، إقليم مولاي يعقوب، جهة فاس مكناس في المملكة المغربية. ينتمي الدوّار لمشيخة أهل سوس التي تضم 16 دوار. يقدر عدد سكانه بـ 427 نسمة حسب الإحصاء الرسمي للسكان والسكنى لسنة 2004.

## روابط خارجية
- البوابة الوطنية للجماعات الترابية
- المندوبية السامية للتخطيط